# Главы Нижневартовска
Список глав города Нижневартовск XX—XXI веках.

## 1-й секретарь горкома КПСС
- Бахилов, Василий Васильевич (1972—1973)
- Великопольский, Сергей Дмитриевич (1973—1978)
- Бушмакин, Эдуард Дмитриевич (1978—1980)
- Смальков, Владимир Михайлович (1980—1983)
- Денисов, Сергей Иванович (1983—1987)
- Сидорчев, Виктор Васильевич (1987—1990)
- Тимошков, Юрий Иванович (1990—1991)
- Смирнов, Александр Васильевич (1991)

## Председатель горисполкома
- Фоменко, Николай Фёдорович (1972—1973)
- Салихов, Наиль Габдрахманович (1973—1974)
- Москаленко, Николай Александрович (июль 1974 — апрель 1980)
- Денисов, Сергей Иванович (1980—1983)
- Ященко, Иван Андреевич (1983—1987)
- Черников, Георгий Евгеньевич (1987—1990)
- Селезнёв, Станислав Витальевич (1990—1991)

## Глава города
- Тимошков, Юрий Иванович (1991 — сентябрь 2003)
- и. о. Саломатин, Борис Александрович (сентябрь — декабрь 2003)
- Хохряков, Борис Сергеевич (декабрь 2003 — апрель 2011)
- Клец, Максим Витальевич (апрель 2011 — октябрь 2016)
- Тихонов Василий Владимирович (октябрь 2016 — май 2021)
- Кощенко, Дмитрий Александрович (май 2021 — декабрь 2021 в качестве и. о.[1]; декабрь 2021 — н. в.[2])

### Глава администрации
- Бадина, Алла Анатольевна (июнь 2011 — октябрь 2016)